# Tubuai
Tubuai is het eiland dat tot de Austral-eilanden in Frans-Polynesië behoort. Het is een klein eiland. Het omvat ongeveer 45 km² en er wonen zo’n 2.000 mensen. De hoofdstad heet Mataura. Het hoogste punt is Mont Taita. Deze berg is 422 meter hoog.

## Geschiedenis
De eerste bewoners vestigden zich waarschijnlijk rond het jaar 900 na Christus. Waarschijnlijk waren zij afkomstig van de Genootschapseilanden. Tubuai werd in Augustus 1777 ontdekt door de ontdekkingsreiziger James Cook. Hij durfde hier echter niet aan land te gaan. Niet alleen vanwege het rif dat het eiland omgaf maar ook door de agressief ogende bewoners.
In september 1789 probeerden de muiters van de Bounty zich te vestigen op Tubuai. Dit mislukte echter doordat de bevolking doorlopend in de aanval ging. Wel bouwden zij een klein fort met de naam Fort George.
In 1843 werd Tubuai een Franse kolonie.
In 1903 werd Tubuai, samen met de rest van de Austral-eilanden samengevoegd met Frans-Polynesië.
Tijdens de Tweede Wereldoorlog bestond de angst dat de Franse eilanden in de Stille Oceaan door de Japanners bezet zouden worden. De Japanners zijn echter nooit tot aan Frans-Polynesië gekomen.

## Bezienswaardigheden
De enige echte bezienswaardigheid is het gerestaureerde Fort George. Op het eiland broeden 36 vogelsoorten waaronder de ernstig bedreigde rapajufferduif (Ptilinopus huttoni) 

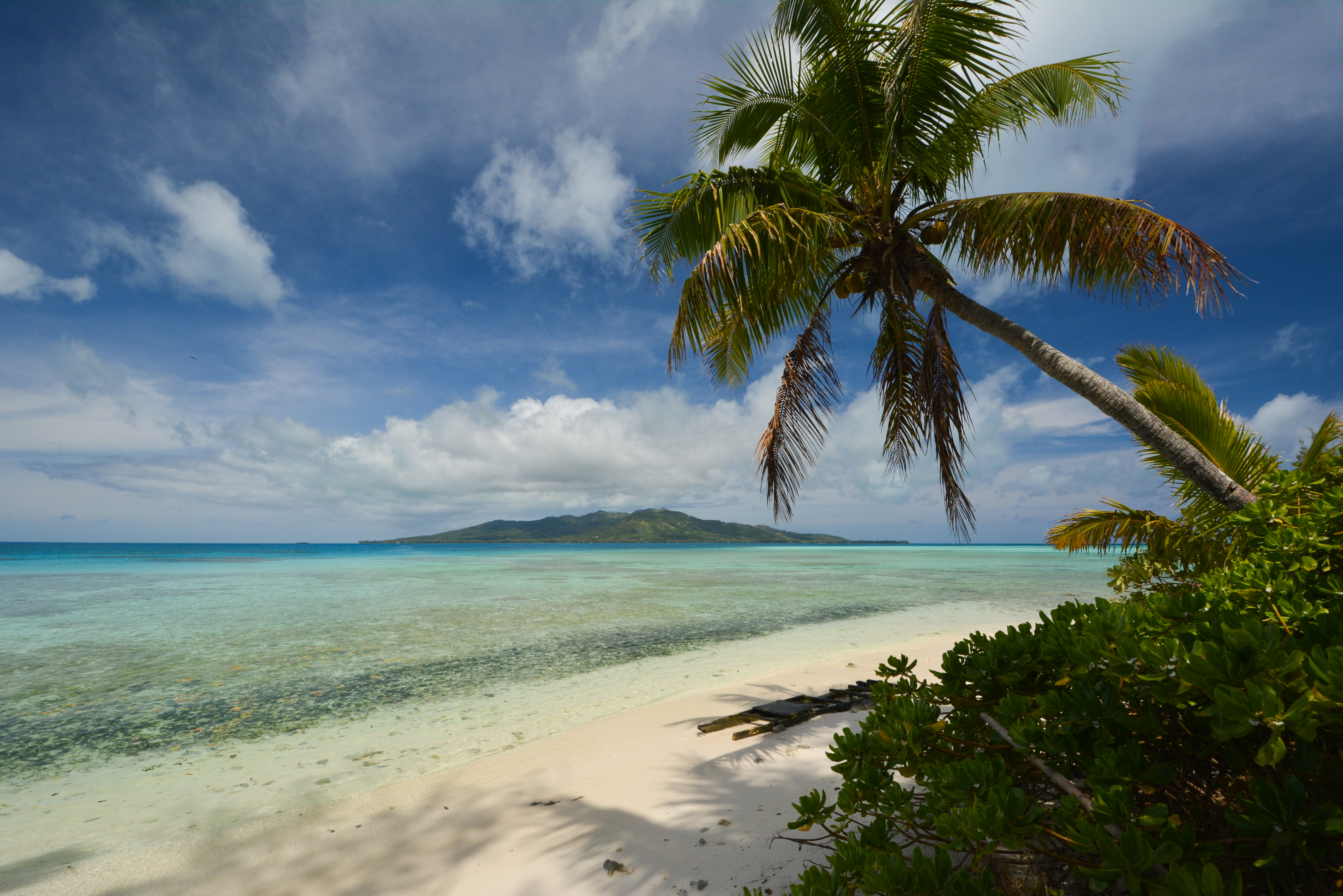
Tubuai gezien vanaf een van de omliggende koraaleilanden
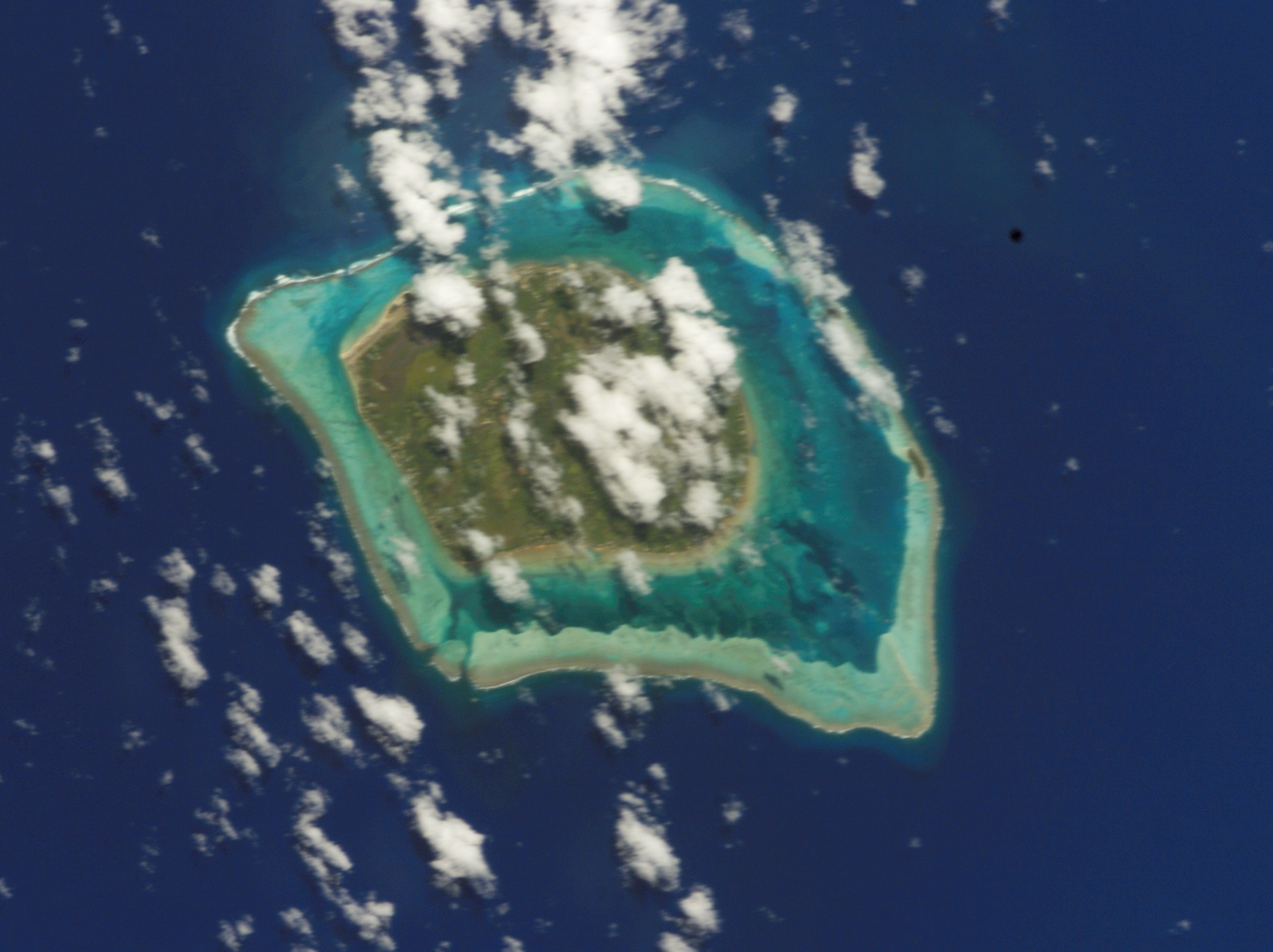
Tubuai vanuit de ruimte

Tubuai-eilanden:
Îles Maria ·
Raivavae ·
Rimatara ·
Rurutu ·
Tubuai
Bass-eilanden:
Marotiri ·
Rapa Iti